# Clubiona subnotabilis
Clubiona subnotabilis là một loài nhện trong họ Clubionidae.
Loài này thuộc chi Clubiona. Clubiona subnotabilis được Embrik Strand miêu tả năm 1907.